# Erwin Sturm
Erwin Sturm (* 12. Mai 1927 in Fulda; † 4. Mai 2016 in Rommerz) war ein deutscher katholischer Prälat und Heimatforscher.

## Leben
Erwin Sturm erlebte als Luftwaffenhelfer und im Reichsarbeitsdienst, zuletzt als Wehrmachtsangehöriger den Zweiten Weltkrieg. Nach seinem Abitur 1947 am Städtischen Realgymnasium Fulda trat er in das Priesterseminar Fulda ein und studierte er Philosophie und Katholische Theologie bis 1953 an der Theologischen Hochschule in Fulda und engagierte sich in der Jugendarbeit in der Fuldaer Dompfarrei. Der Bischof von Fulda, Johannes Baptist Dietz, spendete ihm am 19. Juli 1953 die Priesterweihe. Von 1953 bis 1958 war er Kaplan in Frankenberg, danach bis 1963 in der Stadtpfarrei Hanau. Anschließend war er über vier Jahrzehnte Priester in Rommerz (Gemeinde Neuhof, Kreis Fulda) als Priester tätig. 2013 feierte er sein diamantenes Priesterjubiläum mit einem Festgottesdienst mit Bischof Heinz Josef Algermissen als Zelebrant.
Er hat zahlreiche Werke und Schriften zu Bau- und Kunstdenkmälern des Fuldaer Landes, der Rhön und angrenzender Gebiete veröffentlicht. Für die Fuldaer Zeitung verfasste er regelmäßig die „Buchenblätter“. 1971 wurde er in die Historische Kommission für Hessen berufen.

## Ehrungen und Auszeichnungen
- Berufung in die Historische Kommission für Hessen (1971)
- Bundesverdienstkreuz am Bande des Verdienstordens der Bundesrepublik Deutschland (1975)
- Kulturpreis des Rhönklubs (1975)
- Kulturpreis der Stadt Fulda (1987)
- Ernennung zum Päpstlichen Ehrenprälaten durch Papst Johannes Paul II. in Anerkennung seiner großen Verdienste um die Erforschung der Geschichte des Bistums Fulda (1997)

## Schriften
- zusammen mit Konrad Jakobs, Hans Weber: Festschrift zur Einweihung der Marienkirche zu Frankenberg-Eder, Libertas 1956
- Rasdorf. Geschichte und Kunst, Parzeller Fulda 1971 (auch als: Fuldaer Geschichtsblätter. Jg. 47. 1971, Nr. 1/3)
- Volkersberg in der Rhön. Wallfahrt z. Hl. Kreuz; Pfarrkuratiekirche u. ehem. Klosterkirche d. Franziskaner, Kreis Bad Kissingen, Schnell und Steiner 1974
- Maria Ehrenberg in der Rhön : Marienwallfahrt z. „Mutter d. Barmherzigkeit“, Filialkirche d. Pfarrei bei Bad Brückenau, Schnell und Steiner 1974
- Kloster Altstadt bei Hammelburg : Wallfahrtskirche St. Maria u. 14 Nothelfer ; Franziskanerkloster d. bayer. Ordensprovinz , Schnell und Steiner 1980
- Klosterkirche der Franziskaner und Wallfahrt zum Hl. Kreuz Kreuzberg in der Rhön, Schnell und Steiner 1981
- Die Kirchen von Hünfeld, Schnell und Steiner 1982
- Neuhof im Wandel der Zeiten, 1982
- Kloster Kreuzberg, Rhön, Schnell und Steiner 1983
- Stadtpfarrkirche St. Blasius Fulda, Schnell und Steiner 1984
- Volkersberg, Rhön, Schnell und Steiner 1994
- Geschichte und Kunst, Rasdorf, Schnell und Steiner 1999, ISBN 3-7954-6152-9
- Die Michaelskirche zu Fulda, Parzeller Fulda 2008 (21. Aufl.), ISBN 978-3-7900-0150-1

- Erwin Sturm: Aus dem Buchenland
  - Aus dem Buchenland. Teil: 1., Beiträge zur Geschichte des Fuldaer Landes und der Rhön , Parzeller Fulda 1997, ISBN 3-7900-0279-8
  - Aus dem Buchenland. Teil: 2., Künstlerverzeichnis und Sagen, Parzeller Fulda 2002, ISBN 3-7900-0338-7

- Erwin Sturm: Die Bau- und Kunstdenkmale des Fuldaer Landes
  - Band 1. Der Altkreis Fulda. 1962; 2. neu verfasste Auflage, 1989
  - Band 2. Die Bau- und Kunstdenkmale des Kreises Hünfeld. 1971
  - Band 3. Die Bau- und Kunstdenkmale der Stadt Fulda. 1984